# Janez Nepomuk Hradecky
Janez Nepomuk Hradecky, slovenski politik, * 30. avgust 1775, Ljubljana, † 6. julij 1846, Ljubljana.
Rodil se je očetu Frančišku in materi Rozaliji (rojena Spindlen). Hradecky je bil ljubljanski župan od leta 1820 do svoje smrti. Po njem je poimenovana ljubljanska cesta (pod Golovcem) in most čez Ljubljanico. Pokopan je na ljubljanskem Navju.
Hradecky je bistveno prispeval k razvoju Ljubljane. France Prešeren ga je počastil s sonetom.